# Tropicus milleri
Tropicus milleri är en skalbaggsart som beskrevs av Mascagni 1993. Tropicus milleri ingår i släktet Tropicus och familjen strandgrävbaggar. Inga underarter finns listade i Catalogue of Life.